# 鶯張り

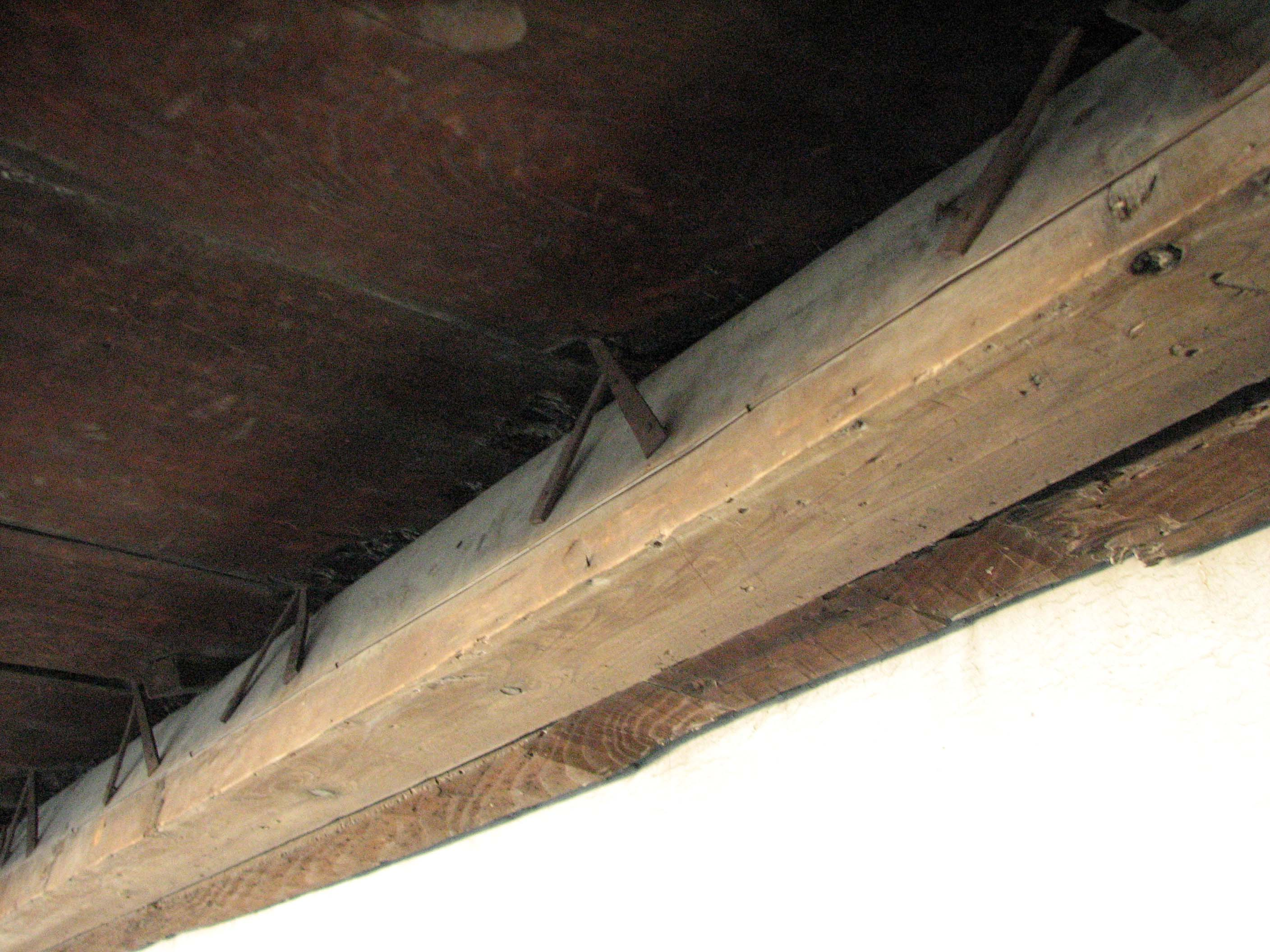
鶯張り

鶯張り（うぐいすばり）とは、古くからの日本の建築物に見られる、床板の上を歩いたときのきしみ音が鶯の鳴き声のように聞こえるもののこと。外部侵入者の危険探知の為に設けられたとされることもある。

## 概要
鶯張りという言葉は、古くは1878年（明治11年）刊行の『西京新誌』などに見られる。その仕組みについては、左甚五郎の工夫だとか、意図せず古い板が擦れ合う音だとか、諸説が語られてきた。鶯張りが外部侵入者を防ぐ「忍び返し」と説明される起源も明らかではないが、やはり明治末にはそう言われていたようである。戦後になると研究も進み、「目かすがい」などの古くなった金物の軋みが原因であると説明されるようになった。
鶯張りの床としては、京都府の知恩院、二条城のものが有名である。2011年、知恩院の鶯張りを修理したところ、廊下を歩いても音が聞こえなくなった。その一方で、知恩院の阿弥陀堂が再建から100年あまり経った後、鶯張り特有の音が出るようになった。結果、鶯張りの音は、床板を固定する「目かすがい」と釘が経年劣化によって上下することで生じる音であると明らかになった。知恩院では、鶯張りに関して「侵入者を防ぐために工夫を凝らしたもの」と記述した案内板を一新する予定である。
1987年、神奈川県大和市の料亭番外新館建設（菊池建設株式会社施工）で、「昭和のうぐいす張り」として再現された。現在では、「和店　菊池安治の作品集3」(菊池安治 1988)で、その姿を確認することができる。
英語ではナイチンゲールフロア (nightingale floor) 、シンギングフロア (singing floor) などの名前で表す。